# Hormizd Ier
Pour les articles homonymes, voir Hormizd.
Hormizd Ier est un souverain d'Iran sassanide ayant régné de 272 à 273.

## Biographie
Il est le fils de Chapour Ier, pour le compte duquel il gouverne le Khorassan.
Il est fait mention de son nom sous la forme « Oromasdès » pour la première fois lors des guerres de Chapour contre Rome sous le règne du tyran Cyriadès. Cyrille Toumanoff l'identifie au roi vassal d'Arménie de 251 à 271: « notre fils Hormizd-Ardaschir »  cité dans la grande inscription de Chapour Ier auquel il succède comme grand-roi. On sait très peu de choses de son règne.
Selon le chroniqueur arabe Abu Mansur al-Tha'alibi, Hormizd est le fils de Chapour Ier ; surnommé le « Preux » ; il gouverne avec justice à l'exemple de son père et de son grand-père. Il fonde la cité de Ram-Hormizd dans l'Ahwaz et la ville de Daskarat al-Malik. Il fait campagne contre les Sogdiens, les bat, leur impose tribut et érige à leur frontière une colonne de pierre qu'ils ne doivent pas franchir. Il revient ensuite à Istakhr où il meurt après un règne de moins de deux ans.
Dans la tradition perse reprise par Tabari de l'histoire d'Ardachîr Ier, Hormizd serait l'enfant d'une fille de Mithrak, un dynaste perse, que la famille d'Ardachîr aurait tenté d'assassiner, les mages ayant prédit que de cette maison sortirait le restaurateur de l'Empire perse. Seule la fille fut sauvée du massacre par un paysan et plus tard, Chapour Ier la remarqua et en fit sa femme. Hormizd Ier fut par la suite reconnu et protégé par Ardachîr. Dans cette légende, partiellement préservée, les grandes conquêtes de Chapour Ier sont attribuées à Hormizd. En réalité, il ne règne qu'un an et 10 jours.

## Article lié
- Artavazde V d'Arménie